# Милутин Кукањац
Милутин Кукањац (Љубиш, код Чајетине, 1. јануар 1935 — Београд, 16. јануар 2002) био је генерал-пуковник Југословенске народне армије и командант снага ЈНА на самом почетку рата у Сарајеву.

## Биографија
Милутин Кукањац рођен је 1935. године у селу Љубиш, код Чајетине, у тадашњој Дринској бановини.
Чин генерала-мајора добио је 1987. године у време када је постао командант тузланског корпуса. Ванредно је унапређен у чин генерала-потпуковника 1990. године а почетком 1992. године постао је генерал-пуковник.
Био је поручник у првом воду пете чете питомаца седме класе од 1958. до 1960. године. Био је и секретар партијске организације Савеза комуниста у ЈНА.
Генерал Кукањац је у Скопљу од 1989. до 3. јануара 1992. био командант Треће војне области. Након расформирања Треће војне области, прекомандован је у Сарајево где је добио задатак да оснује и води Другу војну област. На том месту имао је значајну улогу у догађајима везаним за почетак блокаде Сарајева. Био је у колони ЈНА која се повлачила из Добровољачке улице, и која је нападнута од муслиманских паравојних јединица 3. маја 1992. Касније је оспоравао наводе српских медија како је у том нападу убијено преко 200 људи, и тврдио да их је убијено шест. Смењен је 9. маја 1992. са чином генерала-пуковника после случаја у Добровољачкој.
После кратке и тешке болести преминуо је 16. јануара 2002. године у Београду.